# Callona lampros
Callona lampros là một loài bọ cánh cứng trong họ Cerambycidae.